# Mistrovství Evropy v judu 2015 – ženy – polostřední váha (-63 kg)
Zápasy v judu na I. Evropský hrách / mistrovství Evropy v kategorii polostředních vah žen proběhly v  ázerbájdžánském Baku, 26. června 2015.

## Finále
| finále             |                    |
| ------------------ | ------------------ |
| Martyna Trajdosová | Martyna Trajdosová |
| Tina Trstenjaková  | Martyna Trajdosová |

## Opravy / O bronz
Poražení čtvrtfinalisté se utkávají mezi sebou v opravách. Vítězové oprav následně vyzvou poražené semifinalisty v boji o bronzovou medaili.
| opravy                    | o bronz                |                        |
| ------------------------- | ---------------------- | ---------------------- |
| Ana Cacholaová            | Ana Cacholaová         | Jarden Gerbiová        |
| Kathrin Unterwurzacherová | Ana Cacholaová         | Jarden Gerbiová        |
|                           | Jarden Gerbiová        | Jarden Gerbiová        |
| Mia Hermanssonová         | Juul Franssenová       | Clarisse Agbegnenouová |
| Juul Franssenová          | Juul Franssenová       | Clarisse Agbegnenouová |
|                           | Clarisse Agbegnenouová | Clarisse Agbegnenouová |

## Pavouk
|   | 1/32                 | 1/16                      | čtvrtfinále               | semifinále             | finále             |
| - | -------------------- | ------------------------- | ------------------------- | ---------------------- | ------------------ |
| A | volný los            | Clarisse Agbegnenouová    | Clarisse Agbegnenouová    | Clarisse Agbegnenouová | Martyna Trajdosová |
| A | volný los            | Clarisse Agbegnenouová    | Clarisse Agbegnenouová    | Clarisse Agbegnenouová | Martyna Trajdosová |
| A | Katerina Nikoloská   | Chanim Husejnovová        | Clarisse Agbegnenouová    | Clarisse Agbegnenouová | Martyna Trajdosová |
| A | Chanim Husejnovová   | Chanim Husejnovová        | Clarisse Agbegnenouová    | Clarisse Agbegnenouová | Martyna Trajdosová |
| A | Marta Labazinaová    | Ana Cacholaová            | Ana Cacholaová            | Clarisse Agbegnenouová | Martyna Trajdosová |
| A | Ana Cacholaová       | Ana Cacholaová            | Ana Cacholaová            | Clarisse Agbegnenouová | Martyna Trajdosová |
| A | Elis Šlezingrová     | Elis Šlezingrová          | Ana Cacholaová            | Clarisse Agbegnenouová | Martyna Trajdosová |
| A | Anna Bernholmová     | Elis Šlezingrová          | Ana Cacholaová            | Clarisse Agbegnenouová | Martyna Trajdosová |
| B | volný los            | Kathrin Unterwurzacherová | Kathrin Unterwurzacherová | Martyna Trajdosová     | Martyna Trajdosová |
| B | volný los            | Kathrin Unterwurzacherová | Kathrin Unterwurzacherová | Martyna Trajdosová     | Martyna Trajdosová |
| B | Laura Sallesová      | Nina Miloševićová         | Kathrin Unterwurzacherová | Martyna Trajdosová     | Martyna Trajdosová |
| B | Nina Miloševićová    | Nina Miloševićová         | Kathrin Unterwurzacherová | Martyna Trajdosová     | Martyna Trajdosová |
| B | volný los            | Martyna Trajdosová        | Martyna Trajdosová        | Martyna Trajdosová     | Martyna Trajdosová |
| B | volný los            | Martyna Trajdosová        | Martyna Trajdosová        | Martyna Trajdosová     | Martyna Trajdosová |
| B | Rotem Šorová         | Marijana Miskovićová      | Martyna Trajdosová        | Martyna Trajdosová     | Martyna Trajdosová |
| B | Marijana Miskovićová | Marijana Miskovićová      | Martyna Trajdosová        | Martyna Trajdosová     | Martyna Trajdosová |
| C | volný los            | Jarden Gerbiová           | Jarden Gerbiová           | Jarden Gerbiová        | Tina Trstenjaková  |
| C | volný los            | Jarden Gerbiová           | Jarden Gerbiová           | Jarden Gerbiová        | Tina Trstenjaková  |
| C | Agata Ozdobová       | Agata Ozdobová            | Jarden Gerbiová           | Jarden Gerbiová        | Tina Trstenjaková  |
| C | Nurija Achundovová   | Agata Ozdobová            | Jarden Gerbiová           | Jarden Gerbiová        | Tina Trstenjaková  |
| C | Hilde Drexlerová     | Gemma Howellová           | Mia Hermanssonová         | Jarden Gerbiová        | Tina Trstenjaková  |
| C | Gemma Howellová      | Gemma Howellová           | Mia Hermanssonová         | Jarden Gerbiová        | Tina Trstenjaková  |
| C | Marcon Bezzinaová    | Mia Hermanssonová         | Mia Hermanssonová         | Jarden Gerbiová        | Tina Trstenjaková  |
| C | Mia Hermanssonová    | Mia Hermanssonová         | Mia Hermanssonová         | Jarden Gerbiová        | Tina Trstenjaková  |
| D | volný los            | Tina Trstenjaková         | Tina Trstenjaková         | Tina Trstenjaková      | Tina Trstenjaková  |
| D | volný los            | Tina Trstenjaková         | Tina Trstenjaková         | Tina Trstenjaková      | Tina Trstenjaková  |
| D | Isabel Pucheová      | Andreja Đakovićová        | Tina Trstenjaková         | Tina Trstenjaková      | Tina Trstenjaková  |
| D | Andreja Đakovićová   | Andreja Đakovićová        | Tina Trstenjaková         | Tina Trstenjaková      | Tina Trstenjaková  |
| D | volný los            | Edwige Gwendová           | Juul Franssenová          | Tina Trstenjaková      | Tina Trstenjaková  |
| D | volný los            | Edwige Gwendová           | Juul Franssenová          | Tina Trstenjaková      | Tina Trstenjaková  |
| D | Franciska Szabóová   | Juul Franssenová          | Juul Franssenová          | Tina Trstenjaková      | Tina Trstenjaková  |
| D | Juul Franssenová     | Juul Franssenová          | Juul Franssenová          | Tina Trstenjaková      | Tina Trstenjaková  |